# ألبرت ريفيير
ألبرت ريفيير (بالفرنسية: Albert Rivière) هو سياسي فرنسي، ولد في 24 أبريل 1891 في فرنسا، وتوفي في 23 يونيو 1953 في فرنسا. حزبياً، نشط في French Section of the Workers' International ‏. وقد انتخب عضو المجلس العام ‏ وانتخب نائب فرنسي.